# 56 Orionis
56 Orionis, som är stjärnans Flamsteed-beteckning är en ensam stjärna i den mellersta delen av stjärnbilden Orion. Den har en genomsnittlig skenbar magnitud på ca 4,76 och är svagt synlig för blotta ögat där ljusföroreningar ej förekommer. Baserat på parallax enligt Gaia Data Release 2 på ca 2,9 mas, beräknas den befinna sig på ett avstånd på ca 1 130 ljusår (ca 350 parsek) från solen. Den rör sig bort från solen med en heliocentrisk radialhastighet av ca 11 km/s. Stjärnan har en egenrörelse på 19,0+2,9−3,1 km/s i förhållande till dess grannar, och kan vara en flyktstjärna.

## Egenskaper
56 Orionis är en orange till gul ljusstark jättestjärna av spektralklass K2- IIb. Den har en massa som är ca 6,4 solmassor, en radie som är ca 92 solradier och utsänder ca 2 550 gånger mera energi än solen från dess fotosfär vid en effektiv temperatur på ca 4 300 K.
56 Orionis är en misstänkt variabel, som varierar mellan visuell magnitud +4,73 och 4,78 utan någon fastställd periodicitet. Den har en rapporterad visuell följeslagare, betecknad 56 Orionis B, med magnitud 13,5 och vinkelseparation 42,9 bågsekunder.